# نطاق ك-العلوي
«نطاق ك-العلوي» (Ka band) هو جزء الموجات الصغيرة من الطيف الكهرومغناطيسي. يقع في نطاق ترددات 26.5–40 جيجاهيرتز (GHZ)،  أي الأطوال الموجية من ما يزيد قليلاً عن سنتيمتر واحد نزولا إلى 7.5 ملم.  يُسمى النطاق Ka ، وهو اختصار لـ "K-above" لأنه الجزء العلوي من نطاق K الأصلي، والذي تم تقسيمه إلى ثلاثة نطاقات بسبب وجود ذروة رنين لبخار الماء في الغلاف الجوي عند 22.24 جيجاهرتز (1.35سم)، مما جعل مركز النطاق غير صالح للاستخدام للإرسال بعيد المدى. تُستخدم الترددات في نطاق 30/20  جيجاهرتز في الوصلات الصاعدة للاتصالات عبر الأقمار الصناعية وفي رادارات الاستهداف قريبة المدى وعالية الدقة على متن الطائرات العسكرية. يتم استخدام بعض الترددات في نطاق الراديو للكشف عن سرعة السيارة من قبل جهات إنفاذ القانون.  استخدمت بعثة كيبلر نطاق التردد «ك-العلوي» لإرسال البيانات العلمية التي جمعها التلسكوب الفضائي.
النطاق «ك-العلوي» (Ka) أكثر عرضة للتوهين بالمطر من «ك-السفلي» (Ku) ، الذي بدوره أكثر عرضة للتوهين بالمطر من «النطاق سي».  يُستخدم هذا التردد بشكل شائع في تجارب الخلفية الكونية للموجات الصغيرة . ستتداخل شبكات الهاتف المحمول من الجيل الخامس جزئيًا أيضًا مع النطاق «ك-العلوي» Ka (28 و38 و60 جيجاهرتز).[بحاجة لمصدر]